# Jaques Buval
Jaques Buval (1942) is een Duitse schrijver van non-fictie boeken over seriemoordenaars. Daarnaast bewerkte hij Michael Newtons The Encyclopedia of Serial Killers tot de anders weergegeven Die große Enzyklopädie der Serienmörder (De grote encyclopedie van seriemoordenaars) voor de Duitstalige markt.